# Rik Patterson
Rik Patterson (* 3. Januar 1960) ist ein ehemaliger australischer Radrennfahrer.

## Sportliche Laufbahn
Patterson war Straßenradsportler und auch im Bahnradsport aktiv.
1983 wurde er Berufsfahrer und blieb bis 1989 als Radprofi aktiv. 1986 siegte er in der nationalen Meisterschaft in der Einerverfolgung vor Clayton Stevenson. Sein Vater Sydney Patterson hatte diesen Titel zwölfmal in Serie gewonnen. In der australischen Meisterschaft im Zweier-Mannschaftsfahren wurde er mit Dean Woods als Partner 1986 Vize-Meister hinter Edward Salas und Mark Fulcher.
Bei den Commonwealth Games 1986 belegte er den 5. Platz in der Einerverfolgung.

## Berufliches
Pattersson wurde später Rechtsanwalt in Melbourne.